# Аэроэстакадный транспорт

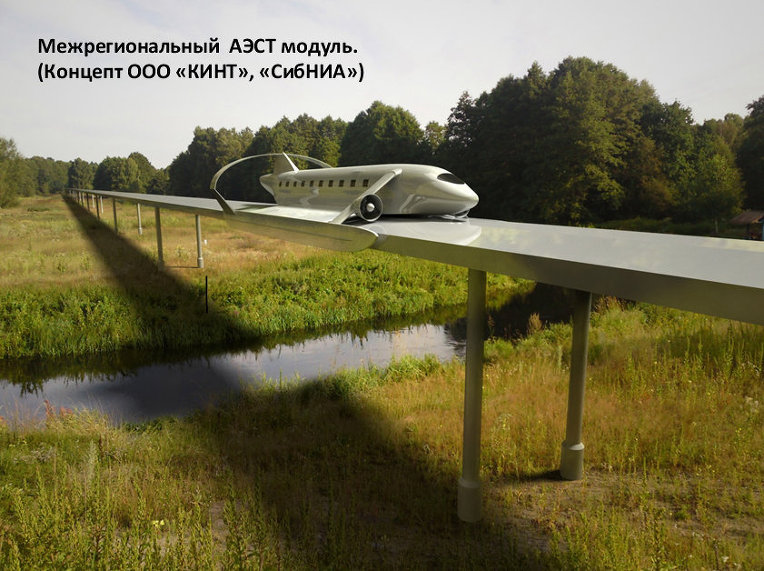
Аэроэстакадный модуль на трассе. (концепт)

Аэроэстакадный транспорт (АЭСТ) — транспортный модуль перемещающийся благодаря экранному эффекту над специально возведенной эстакадой.
Ориентировочные скорости варьируются в зависимости от назначения АЭСТ:
- для внутригородского и пригородного сообщения до 200 км/час
- для региональных трасс АЭСТ до 300 км/час
- для межрегиональных перевозок до 600 км/час

расчеты показывают допустимость и более высоких скоростей.

## Инициаторы
Инициаторами данного проекта выступили ООО Кинт и СибНИА, круг организаций желающих принять участие в части проектирования и создания подвижных модулей, эстакады и двигателей различных типов расширяется.

## Предпосылки
Вот вы увидите, что воздушные подушки заменят колеса! Вы ещё доживете до этого времени. Это кажется теперь смешным — пусть!
 В будущем весь транспорт перейдет на мой способ — воздушные подушки и реактивная тяга.
К. Э. Циолковский
— Чижевский А. Л. Вся жизнь. – М. : Сов. Россия, 1974.
Основная задача системы — уход от колеса благодаря использованию эффекта экрана.
Экранный эффект был изучен и применен в различных практических разработках (экранопланы) российских конструкторов.

## Основные компоненты АЭСТ
- Передвижной модуль (ПМ). Корпус ПМ — «посажен» на крыло специальной конструкции способное обеспечить экранный эффект.
- Силовая установка — электрический вентиляторный, линейный двигатель либо другие экологически чистые и экономичные двигатели.
- Эстакада — бетонное или металлическое сооружение, покрытое материалом с низкой адгезией для предотвращения загрязнения, накопления снега, льда, воды и других отложений.
- Автоматические и автоматизированные системы управления безопасностью движения и системы диспетчеризации.

## Текущее состояние
Примерные затраты, требуемые для создания испытательного полигона: около 5 млн долларов. Трасса длинной 2 км. Срок создания 1.5 — 2 года.

### Март 2014
Выполнено компьютерное моделирование.
СибНИА провел продувку макета в аэродинамической трубе — была подтверждена принципиальная возможность создания такого вида транспорта.
Так же получены высокие показатели аэродинамических характеристик включая Коэффициент аэродинамического качества,
значительно превышающие соответствующие характеристики современных самолетов.

## Экономические показатели, преимущества
Предварительные расчёты (для трассы «Новосибирский Академгородок — Новосибирск») показывают:
- Километр трассы может обойтись примерно в 5 миллионов долларов.
- Стоимость проезда сопоставима с городским автобусом.
- АЭСТ не оказывает такого давления на полотно, как к примеру «Сапсан».
- Строительство и эксплуатация таких трасс может стать даже дешевле железных дорог для скоростных трамваев.
- АЭСТ можно возводить и в районах вечной мерзлоты, где классические транспортные коммуникации слишком затратны.
- АЭСТ открывает широкие возможности и для освоения далёких и суровых территорий востока России.

Эксплуатационные расходы для АЭСТ ниже, поскольку ни транспортный модуль, ни трасса не подвергаются большим нагрузкам.
АЭСТ имеет небольшой вес и движется без трения, а значит будет потреблять меньше энергии. Это важное преимущество для пригородных линий с относительно частыми остановками.
- Отсутствие одноуровневых пересечений с другими видами транспорта. Нет необходимости в организации переездов.
- Экологичность.
- Быстрая возводимость пути.
- Минимальные эксплуатационные затраты на обслуживание пути.
- Максимальная автоматизация процесса перевозки.
- Реальный мультипликативный эффект практически по всем отраслям и регионам страны.
- Решение проблемы малых и моногородов.
- Рост мобильности населения.
- Поддержка рационального размещения аэропортов.
- Подготовка кадров для технологий нового поколения.

## Подобные проекты
- Россия, Р. Л. Бартини : Проект транспортной системы будущего
- Экраноплан
- Япония, WIG train Japan WIG train — Ground Effect Train
- Франция, J. Bertin Aerotrain
- США, Rohr Industries, Inc.'s Aerotrain prototype built in Chula Vista, California (ca. 1973)

## Пресса
- Аэроэстакадный поезд-самолет предлагает запустить изобретатель из Академгородка
- Где будет мчаться «летающий» поезд?
- Путь без пробок: из Новосибирска в Академгородок на воздушной подушке
- Осторожно, наш состав взлетает
- Не поедем, а помчимся!
- Поезд уходит в небо (недоступная ссылка)